# Polvorón

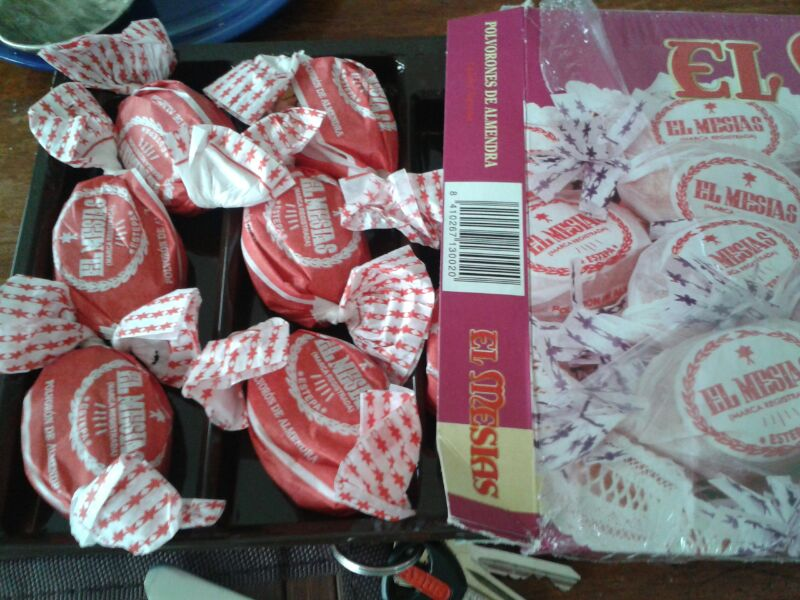
Polvorones de Almendra

Ein Polvorón (Cebuano: polboron; Tagalog: pulburon) ist eine Art von schwerem, weichem und sehr krümeligem Schmalzgebäck, das in Spanien sowie in Hispano-Lateinamerika und auf den Philippinen verbreitet ist. Hauptbestandteile sind Schweineschmalz, Mehl, Zucker, Milch, Mandeln und Nüsse. Der Begriff polvorón wird vom spanischen polvo (Pulver oder Staub) abgeleitet: Das Gebäck zerbröselt in der Hand oder wird im Mund zu Pulver. Eine Variation des Polvoróns ist der Mantecado. Beides wird traditionell zu Weihnachten verzehrt.

## Herkunft

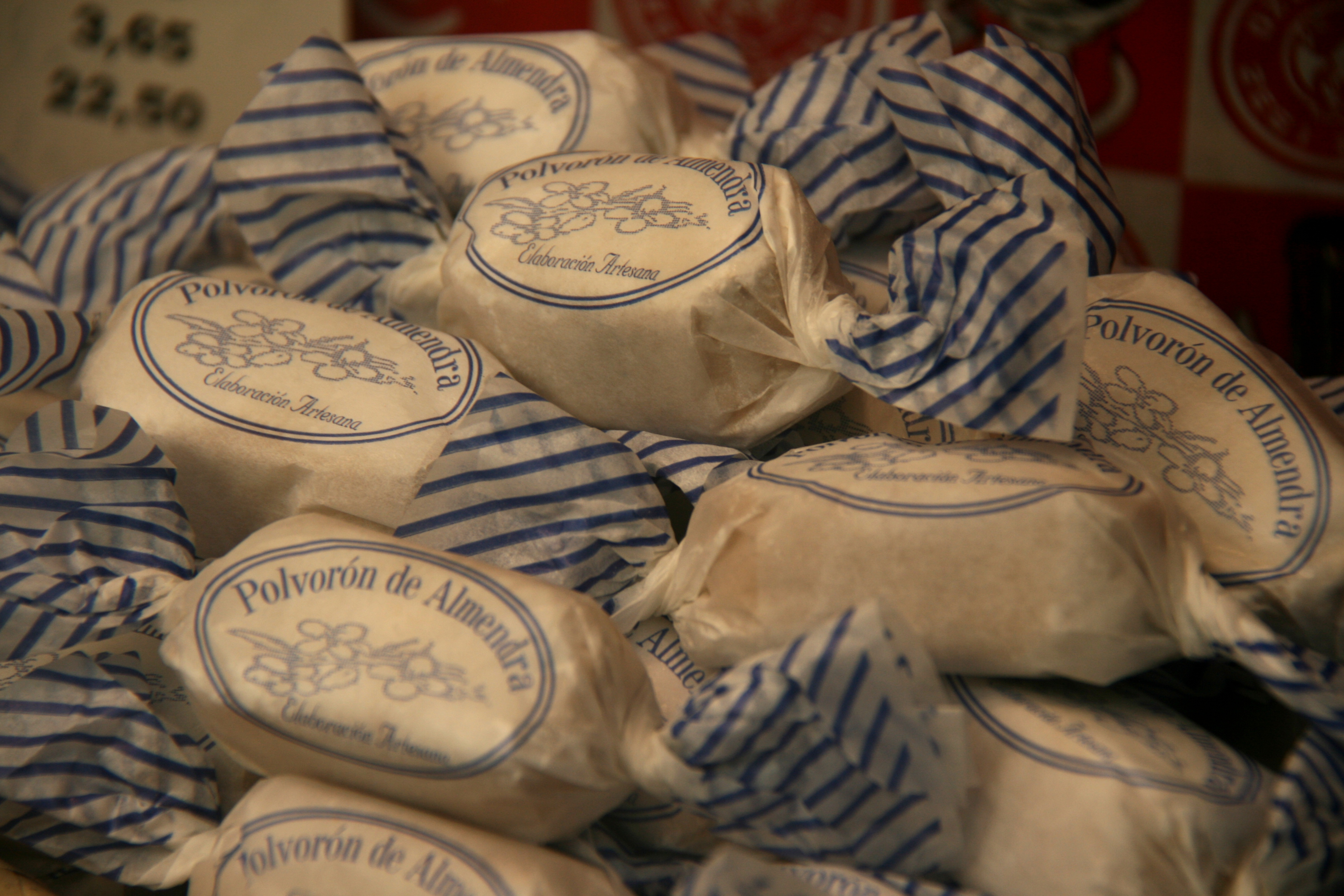
Polvorones de Almendra

Polvorones sind in ihrer Urform seit dem 16. Jahrhundert nachweisbar. Die genaue Herkunft scheint ungeklärt. Einige vermuten einen Ursprung in der Levante, da es Ähnlichkeit mit Kourabiedes aufweise; dagegen spricht aus Sicht der Kritiker aber die Einfachheit des Rezeptes sowie die wesentliche Zutat Schweineschmalz. Sicher scheint nur zu sein, dass das Auftreten dieser Spezialität in Andalusien zuerst nachweisbar ist. Die Städte Antequera (Málaga) und Estepa (Sevilla) nehmen jeweils für sich in Anspruch, Ursprungsort der Polvorones zu sein.

## Herstellung
Polvorones werden hauptsächlich in Andalusien produziert. Rund 70 Unternehmen stellen Polvorones und Mantecados her. Neben den Hauptzutaten Mehl, Butter oder Schweinefett, Zucker und Zimt werden den Polvorones normalerweise gemahlene Mandeln hinzugefügt. Des Weiteren können auch weitere Zutaten wie Kokos, Sesam und vieles mehr verwendet werden, um den Geschmack zu variieren.

### Abgrenzung zu Mantecado
Polvorones unterscheiden sich im Wesentlichen von den Mantecados in der Zutat Mandel, die Mantecados nicht besitzen. Gleichzeitig sind Polvorones in der Form eher länglich bis oval sowie meist mit Puderzucker oder ähnlichem bedeckt.

## Regionale Unterschiede außerhalb Spaniens

### Mexiko
In Mexiko werden Polvorones traditionell vor allem bei Hochzeiten und Feiern gereicht. Sie haben meistens die Form von kleinen Kugeln und sind in der Regel aus Pekannüssen hergestellt. In den USA werden die mexikanischen Polvorones als Mexican Wedding Cookies vermarktet.

### Philippinen
Die philippinischen Polvorónes werden aus einer großen Menge Milchpulver, da es im dortigen Klima trocken bleibt, sowie Mehl hergestellt. Das Schweineschmalz wird durch Butter oder Margarine ersetzt. Auf den Philippinen haben sich eine Reihe regionaler Varianten entwickelt. Bekannte Varianten sind Polvorón mit Cashew (kasuy), Polvorón mit jungem grünen Reis (pinipig) und Polvorón mit Moringa-Blättern. Variationen mit Erdbeeren, Schokolade, Erdnüsse und Cookies-and-cream-Polvorón sind ebenfalls bekannt.

### USA
Im Süden von Texas werden Polvorones aus Anis hergestellt. Manchmal werden diese Variationen als Pan de Polvo vermarktet.

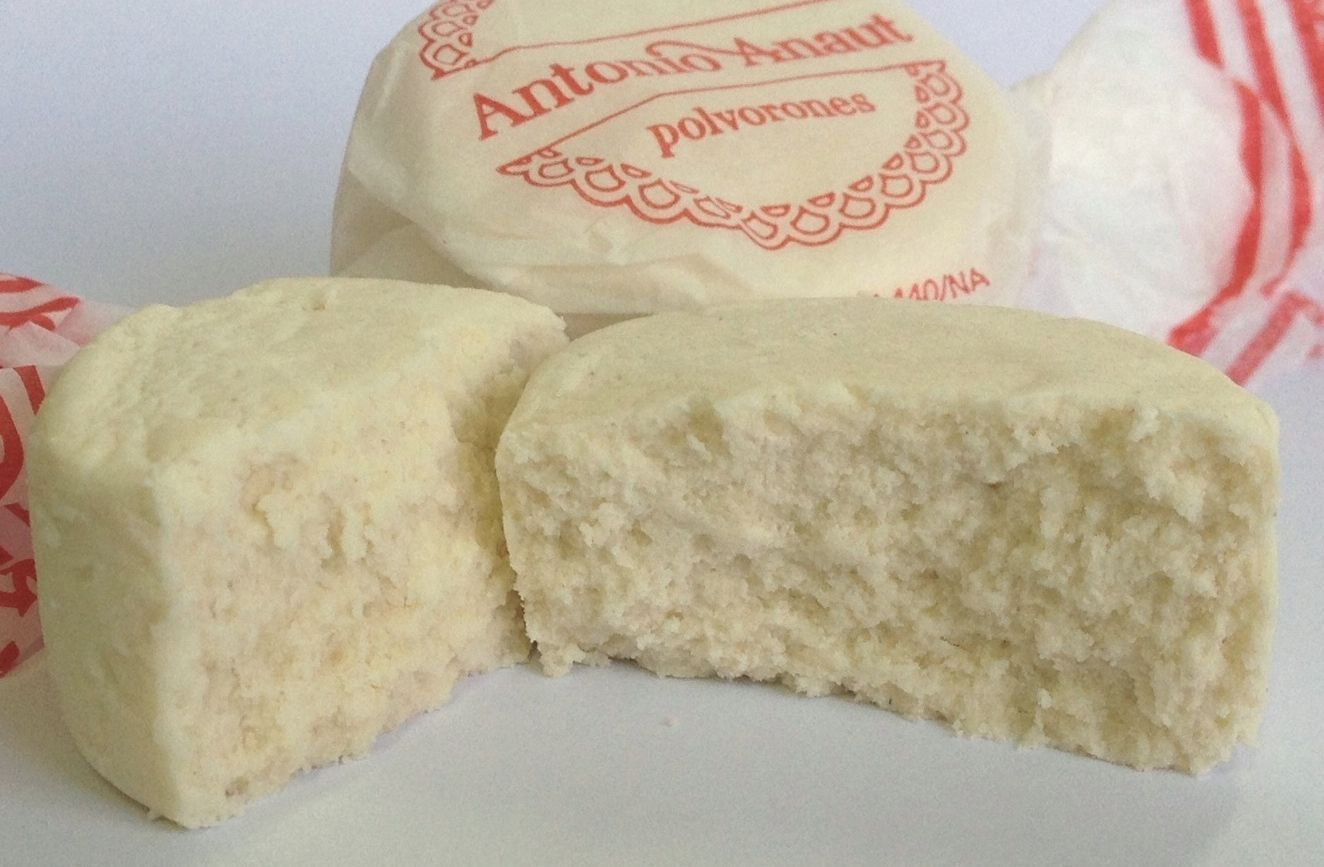
Polvorones aus Navarra

## Trivia
- In Navarra sind Polvorones ganzjährig üblich; dort sind sie also keine traditionelle Weihnachtsspezialität.
- Im Plenarsaal des Rathauses von Antequera stellt ein Fresko aus dem 19. Jahrhundert die Erfindung des Polvorón dar.